# Coupe de Championnat (1897/1898)
Coupe de Championnat (1897/1898) był 3. edycją najwyższej piłkarskiej klasy rozgrywkowej w Belgii. W rozgrywkach brało udział 5 zespołów, grając systemem kołowym. Tytułu nie obroniła drużyna Racing Bruksela. Nowym mistrzem Belgii został zespół FC Liégeois. Tytuł króla strzelców zdobył Franz König, który występował w barwach klubu Racing Bruksela. Nie wiadomo ile strzelił goli.

## Tabela końcowa
|   | Klub                        | M | Z | R | P | Br+ | Br- | Br+/- | Pkt | Uwagi  |
| 1 | FC Liégeois                 | 8 | 6 | 2 | 0 | 30  | 5   | 25    | 14  | Mistrz |
| 2 | Racing Bruksela             | 8 | 4 | 2 | 2 | 18  | 7   | 11    | 10  |        |
| 3 | Léopold Club Bruksela       | 8 | 2 | 4 | 2 | 17  | 23  | -6    | 8   |        |
| 4 | Athletic & Running Bruksela | 8 | 2 | 2 | 4 | 11  | 17  | -6    | 6   |        |
| 5 | Antwerp FC                  | 8 | 1 | 0 | 7 | 7   | 31  | -24   | 2   |        |